# Lac Saiful Muluk
Le lac Saiful Muluk (Ourdou : سیف الملوک) est un lac de 2,75 km2 de superficie à l'extrémité nord de la vallée de Kaghan, près du village de Naran, dans le district de Mansehra, dans la province de Khyber Pakhtunkhwa, au Pakistan.
Avec une altitude de 3 224 mètres d'altitude, il est l'un des lacs les plus hauts du Pakistan.
Il est nommé d'après un poème de Mian Muhammad Bakhsh.

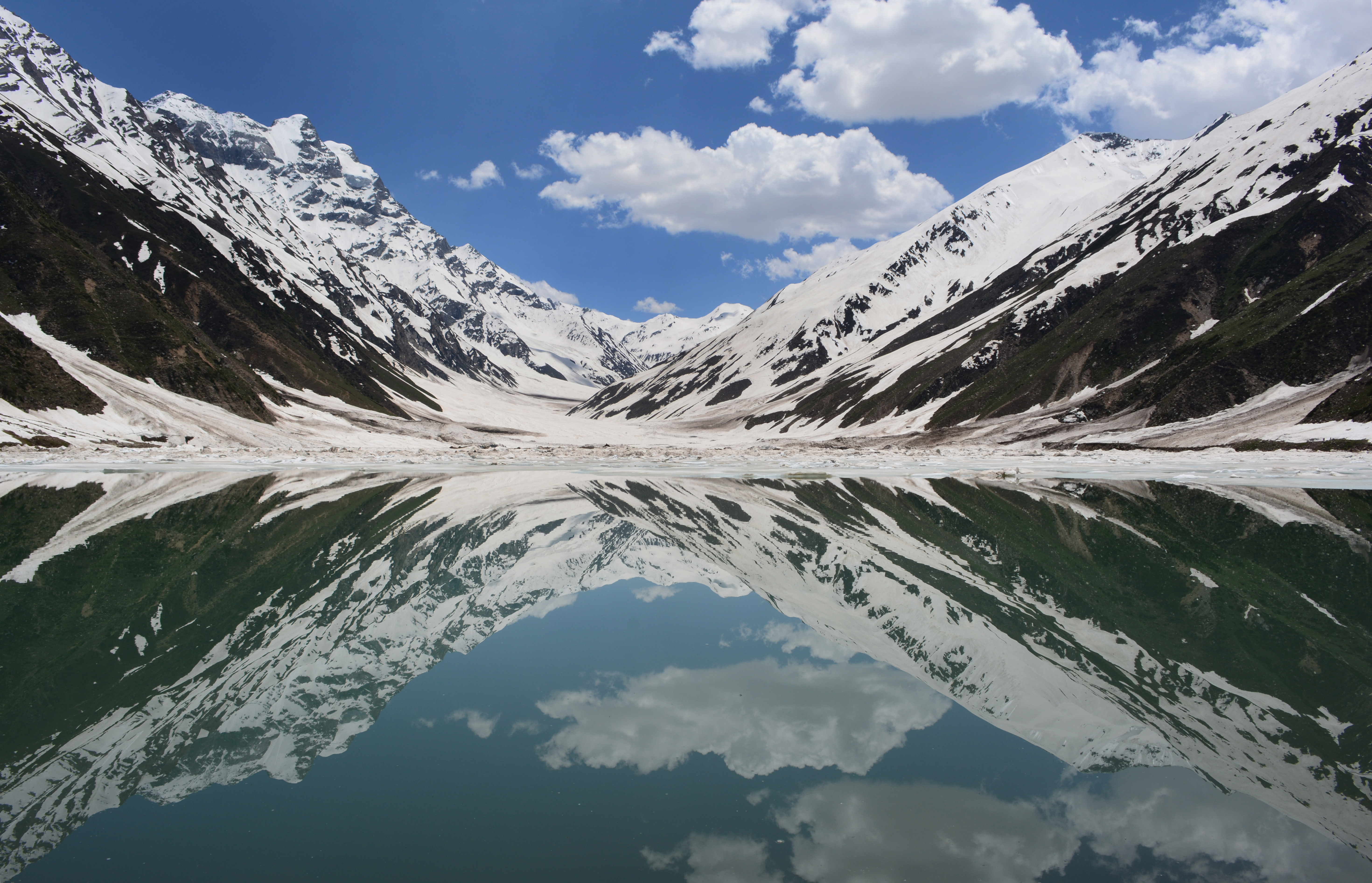
Reflets de reliefs du Bas-Himalaya sur le lac